# Henry Brauner
Henry George Valencia Brauner (* 10. Mai 1984 in Quezon City, Philippinen) ist ein ehemaliger philippinisch-US-amerikanischer Fußballspieler auf der Position eines Mittelfeldspielers.

## Karriere

### Jugend und Vereinskarriere
Der auf den Philippinen geborene Brauner kam noch im Kindesalter in die Vereinigten Staaten und wuchs in Tucson, Arizona auf. Im Jahre 2004 begann er sein Studium am Pima Community College im Pima County in Arizona. 2005 wechselte er ans Worcester State College, wo er bei den Worcester State Lancers, der Sportabteilung des Colleges, im gleichen Jahr ins „All-MASCAC men's soccer team“ gewählt wurde. In seinen 17 Spielen mit der Mannschaft erzielte er vier Tore und gab sechs Assists. Im Jahre 2006 folgte dann ein erneuter Wechsel Brauners. Diesmal ging es für ihn an die University of Arizona, wo er bei den Arizona Wildcats, der dortigen Universitätssportabteilung, im Fußballteam zum Einsatz kam. Aufgrund der guten Leistungen wurde in dieser Zeit auch der philippinische Fußballverband auf den gebürtigen Philippiner aufmerksam.
Nachdem Brauner im Jahre 2007 sein Studium beendet hatte, wechselte er 2008 zu den New Hampshire Phantoms in die vierklassige nordamerikanische USL Premier Development League, wo er in der einzigen Spielzeit beim Verein auf lediglich drei Einsätze kam und dabei exakt 180 Spielminuten absolvierte. Seinem 45-minütigen Teamdebüt beim Saisonauftakt am 3. Mai 2008 beim 1:1-Auswärtsremis gegen die Long Island Rough Riders, als er die komplette zweite Halbzeit im Einsatz war, folgte für den 1,78 m großen Mittelfeldakteur am nächsten Spieltag ein Einsatz über die volle Spieldauer beim 2:1-Heimsieg über die Cape Cod Crusaders. Nachdem er am dritten Spieltag (17. Mai 2008) beim 3:2-Heimsieg über die Rhode Island Stingrays nur in der ersten Spielhälfte zum Einsatz kam, tauchte er in keinem weiteren Spielbericht des Teams auf.
Die Saison 2009 verbrachte der Filipino-Amerikaner bei Ventura County Fusion, in einer anderen Division der USL Premier Development League. Dort folgte seinem Debüt am 23. Mai 2009 beim 3:1-Heimerfolg über die Ogden Outlaws allerdings nur ein weiterer Kurzeinsatz.

### International
Brauners internationale Karriere begann in der U-23-Nationalmannschaft seines Geburtslandes, in deren Kader er in seiner frühen Collegezeit stand. Bereits im November 2006 wurde Brauner zum ersten Mal in den A-Nationalmannschaftskader der Philippinen für die Qualifikation zur ASEAN-Fußballmeisterschaft 2007 berufen. Ein damaliger Einsatz scheiterte allerdings daran, da Probleme mit Brauners Reisepass und somit auch seiner Spielberechtigung auftraten.
Als sich die philippinische Fußballnationalmannschaft erfolgreich für die ASEAN-Meisterschaft in Singapur und Thailand qualifiziert hat, wurde der Mittelfeldakteur ein weiteres Mal ins Nationalteam berufen. Zuvor kam er bei einem Freundschaftsspiel gegen Singapur am 7. Januar 2007 zu seinem Nationalmannschaftsdebüt. Bei der 4:1-Auswärtsniederlage wurde Brauner in der 87. Spielminute für Anton Gonzales eingewechselt, es blieb Brainers einziger Länderspieleinsatz. Im März 2009 wurde er für die Qualifikationsspiele zum AFC Challenge Cup 2010 ein weiteres Mal in die Nationalmannschaft der Philippinen berufen.

### Zeit als Nachwuchstrainer
Im Jahre 2008 war Brauner, der die USSF D-Trainerlizenz besitzt, als Trainer an der FC Puma Soccer Academy im US-Bundesstaat Massachusetts tätig. Etwa zur selben Zeit kam er auch zurück an seine alte Lehrstätte, ans Pima Community College, wo er des Öfteren als freiwilliger Assistenztrainer arbeitet. Etwa zwischen 2011 und 2013 fungierte er als Assistenztrainer beim FC Tucson mit Spielbetrieb in der Premier Development League (PDL).
Später war er unter anderem als Assistenztrainer bei der Akademie des MLS-Franchises Real Salt Lake tätig und stieg um das Jahr 2016 bzw. 2017 in die Nachwuchskoordination bei den Seattle Sounders ein. Dort war er etwa seit dieser Zeit Head of Recruitment der Akademie des Franchises. Zuvor hatte diese Position Junior Gonzalez inne, der allerdings im Dezember 2016 als Cheftrainer die Rio Grande Valley Toros übernahm und seine Tätigkeit bei den Sounders zurücklegen musste. Ab Anfang des Jahres 2020 war er als Vice President im Bereich Spielerentwicklung tätig. Im November 2023 kam es zu einer neuerlichen Umstrukturierung bei den Sounders. Während sein Kollege Wade Webber zum Director of Development ernannt wurde, schlüpfte Brauner in die Rolle des Technical Director.